# Ajattara
Ajattara ist eine finnische Dark-Metal-Band. 

## Bandgeschichte
Ajattara wurde 1996 vom damaligen Amorphis-Sänger Pasi „Ruoja“ Koskinen gegründet. 1998 folgte die erste, mit Schlagzeuger Pekka „Malakias“ Sauvolainen aufgenommene, Demokassette Helvetissä On Syntisen Taivas. Die Band unterschrieb bald darauf einen Vertrag mit Spinefarm Records, und Toni „Atoni“ Laroma stieß als Bassist zu Ajattara. Ende 2001 erschien das Debütalbum Itse. Außerdem fanden erste Liveauftritte statt. 2003 und 2004 wurden Kuolema und Tyhjyys veröffentlicht, die beide Platzierungen in den finnischen Charts erreichten. Im März 2006 erschien mit Äpäre das erste Album, bei dem eine komplette Bandbesetzung an den Aufnahmen beteiligt war. Es konnte sich wie die Vorgänger in den finnischen Charts platzieren.
Im November 2006 trennten sich nach einem Auftritt sämtliche damaligen Bandmitglieder von Pasi „Ruoja“ Koskinen. Seit März 2007 existiert eine neue Besetzung, unter anderem mit Tonmi Lillman von Sinergy und To/Die/For sowie Juha Harju von Shade Empire und Jane Immonen von Waltari. Im September 2007 erschien das fünfte Album Kalmanto, das Platz 18 der finnischen Charts erreichte.
Im Mai 2009 veröffentlichte Ajattara mit Noitumaa ein Akustik-Album, das auf Platz 8 der finnischen Charts einstieg und damit das bisher erfolgreichste Album der Band wurde.

## Stil
Ajattara spielt relativ langsamen, atmosphärischen Dark Metal mit Einflüssen aus Black-, Death- und Doom Metal. Häufig übernehmen Keyboard-Spuren die Melodieführung, auch Streichersätze und weiblicher Gesang treten auf. Oft wird der harte Kreischgesang von Pasi „Ruoja“ Koskinen hervorgehoben.
Der Bandname stammt aus der finnischen Mythologie und bezeichnet einen bösen weiblichen Waldgeist, der auch unter dem Namen Ajatar bekannt ist. Die Sprache der Texte ist ausschließlich finnisch. Die Texte handeln von negativen Aspekten des Lebens, Mord und negativen Emotionen.

## Rezeption
Neben den letzten vier Alben konnten sich auch mehrere Singles in den finnischen Charts platzieren, Ilon päivä, Joulusingle 2005 und Sika erreichten sogar den zweiten Platz der Singlecharts. Die Band tritt trotz der finnischen Texte unter anderem in Russland und den Niederlanden auf. Häufig wird kritisiert, dass die Alben der Band relativ kurz sind und nicht durchgängig eine hohe Qualität erreichen.

## Diskografie

### Alben
- 2001: Itse (dt. Selbst)
- 2003: Kuolema (dt. Tod)
- 2004: Tyhjyys (dt. Leere)
- 2006: Äpäre (dt. Bastard)
- 2007: Kalmanto (dt. Sterbefall)
- 2009: Noitumaa (dt. Zaubern)
- 2011: Murhat (dt. Morde)
- 2017: Lupaus

### Singles
- 2004: Ilon päivä (dt. Tag der Freude)
- 2004: Ilon Juhla (dt. Fest der Freude)
- 2005: Joulu Single 2005 (dt. Weihnachtssingle 2005)
- 2006: Sika (dt. Schwein)
- 2007: Tulppaani (dt. Tulpe)
- 2011: Aura
- 2017: Ave Satana

### Demo
- 1998: Helvetissä On Syntisen Taivas (dt. In der Hölle ist der Himmel des Sünders)